# Baitaca
Baitaca, nome artístico de Antônio César Pereira Jacques (São Luiz Gonzaga, 23 de dezembro de 1965), é um cantor e compositor brasileiro de música tradicional gaúcha (estilo "galponeiro"). Em suas composições, algumas letras são em duplo sentido e contam histórias sobre a vida no campo. Teve uma nova ascensão de suas músicas em 2019, com a música Do Fundo da Grota, a reprodução em lives de cantores durante a pandemia de 2020 virou um sucesso, entre muitas outras músicas como A História do Tico Loco, Baitaca Com Seu Jeito Simples e Querido Encanta a Todos.

## Biografia
Baitaca nasceu na localidade de Rincão dos Pintos, interior do município de São Luiz Gonzaga. Herdou o apelido de seu avô, cujo nome refere-se à maitaca, ave da família dos psitacídeos. Aos 14 anos, conquistou o primeiro lugar em um concurso de trovas na categoria mirim no CTG  Sinos de São Miguel. Passou a trabalhar como peão de estância e, nas horas vagas, compunha e cantava. Também em Porto Alegre, trabalhou como servente de obras, fazendo trovas enquanto lidava com o seu patrão na época, Paulo Alves (Paulinho). Em 1996, aos 31 anos, fez seu primeiro registro fonográfico em uma fita cassete e, no ano seguinte, lançou seu primeiro álbum: Destrinchando o Bagualismo. Tornou-se conhecido com as canções "História do Tico Loco" e "Do fundo da grota".  Em 2014, foi homenageado pela Câmara de Vereadores de Vacaria, que lhe concedeu o Troféu Candeeiro Farrapo. Em 2022, Baitaca recebeu a "Medalha do Mérito Farroupilha" da Assembleia Legislativa do Rio Grande do Sul.

## Discografia

### Álbuns de estúdio
- 1997 - Destrinchando o Bagualismo
- 2001 - História do Tico Louco
- 2001 - Rodeio Campeiro • USA Discos
- 2002 - Meu Rio Grande é Deste Jeito (Volume 2) • Gravadora Vozes
- 2003 - Vida de Campeiro • USA Discos
- 2006 - Bailanta da Boneca • USA Discos
- 2008 - Baitaca Canta Francisco Vargas • USA Discos
- 2009 - Marca de Campo • ACIT
- 2010 - Estampa de Galpão • Gravadora Vozes
- 2012 - Da Doma Pro Rodeio • Gravadora Vozes
- 2013 - Campeiro Não Tem Enfeite • ACIT[11]
- 2016 - De Campeiro Pra Campeiro • Vertical Records
- 2020 - Galponeiro e Aporreado • Lead Studio

### Álbuns ao vivo
- 2007 - Baitaca - Ao Vivo • USA Discos

### Coletâneas
- 2005 - Para Sempre Sucessos
- 2014 - O Melhor do Baitaca (Volume 1) • Gravadora Vozes[12]

### DVD
- 2010 - Reformando a Mulher Véia • USA Discos[13]
- 2012 - Do Fundo da Grota • USA Discos[14]